# مدی هسن
مَدی هَسـِن (انگلیسی: Maddie Hasson؛ زادهٔ ۴ ژانویهٔ ۱۹۹۵) یک هنرپیشه اهل ایالات متحده آمریکا است. وی از سال ۲۰۱۱ میلادی تاکنون مشغول فعالیت بوده‌است.
از فیلم‌ها یا مجموعه‌های تلویزیونی که وی در آن‌ها نقش داشته است می‌توان به خدا آمریکا را در پناه خود نگه دارد (۲۰۱۱) و گریم (۲۰۱۲) اشاره نمود.